# Kościół św. Leonarda w Mircu
Kościół świętego Leonarda – rzymskokatolicki kościół parafialny należący do dekanatu Starachowice-Północ diecezji radomskiej.
Świątynia została wzniesiona w połowie XIX wieku. W prawym bocznym ołtarzu znajduje się przeniesiony ze starego kościoła obraz świętego Leonarda. Obraz został namalowany na desce około 1500 roku i przedstawia świętego w otoczeniu czterech aniołów. Święty w habicie w prawej ręce trzyma pastorał, natomiast w lewej kajdany, ponieważ jest patronem więźniów i niewolników.
W ołtarzu głównym znajduje się malowidło z Matką Boską i św. Anną z Jezuskiem oraz świętymi Józefem i Joachimem. Na bocznej ścianie prezbiterium jest powieszony duży obraz Jezusa Miłosiernego. Namalowany został w 1944 roku przez pochodzącą z Wilna malarkę Halinę Hermanowicz (1905-1983) na podstawie zapisków świętej Faustyny Kowalskiej. Na początku znajdował się w wileńskiej świątyni św. Jakuba. Do Mirca trafił dzięki temu, że malarka po II wojnie światowej osiedliła się w Radomiu.
W lewym bocznym ołtarzu jest umieszczony stary obraz Matki Boskiej z Dzieciątkiem w srebrnej sukience, a ponad nim obraz przedstawiający św. Barbarę. W ołtarzu na północnej ścianie świątyni, niedaleko głównego wejścia, jest umieszczona rzeźba przedstawiająca scenę opłakiwania Chrystusa po zdjęciu z krzyża.